# Shibarpasset
Shibarpasset är ett bergspass i Afghanistan. Det ligger på gränsen mellan provinserna Bamiyan och Parwan, i den nordöstra delen av landet, 90 kilometer väster om huvudstaden Kabul.